# 圣保罗 (孚日省)
圣保罗（法語：Saint-Paul，法語發音：[sɛ̃ pɔl] ⓘ）是法国大東部大區孚日省的一个市镇，属于讷沙托区。

## 地理
圣保罗（48°19'44"N, 5°53'24"E）面积4.9 平方千米，位于法国大東部大區孚日省，该省份为法国东北部内陆省份，北起默兹省和默尔特-摩泽尔省，西接上马恩省，南至上索恩省和贝尔福地区省，东临上莱茵省和下莱茵省。
与圣保罗接壤的市镇（或旧市镇、城区）包括：巴莱维尔、弗赖讷河畔多马坦、莫雷尔迈松、兰维尔、维奥库尔。

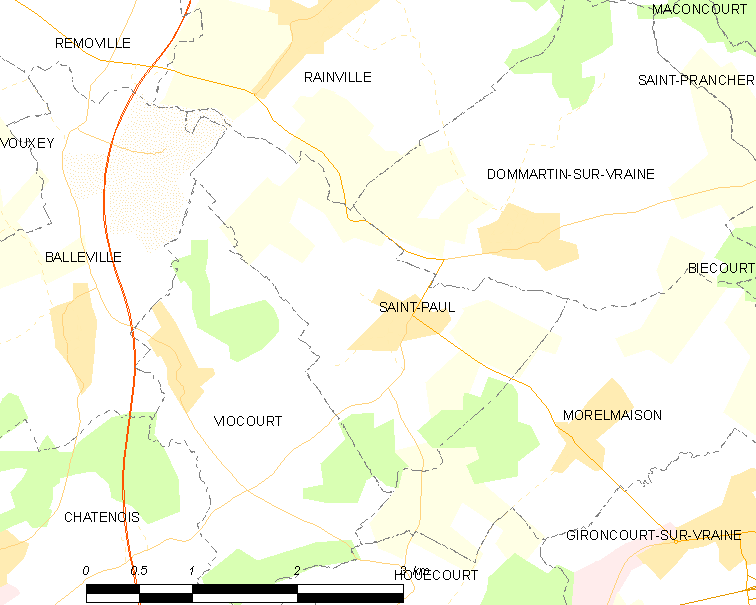
的OSM定位图

圣保罗的时区为UTC+01:00、UTC+02:00（夏令时）。

## 行政
圣保罗的邮政编码为88170，INSEE市镇编码为88431。

## 政治
圣保罗所属的省级选区为米尔库尔县。

## 人口

1962-2008年间人口变化图示

圣保罗于2022年1月1日时的人口数量为148人。